# Josenii Bârgăului
Josenii Bârgăului – wieś w Rumunii, w okręgu Bistrița-Năsăud, w gminie Josenii Bârgăului. W 2011 roku liczyła 1790 mieszkańców.